# 塞爾維亞—土耳其戰爭
塞爾維亞-土耳其戰爭，又稱塞爾維亞獨立戰爭，是1876-1878年兩場隨之而來的戰爭。塞爾維亞公國和奥斯曼帝國之間進行了戰鬥。 
1876年6月30日，塞爾維亞與黑山公國一起向奧斯曼帝國宣戰。在歐洲各大國的干預下，於秋季停火結束戰爭，君士坦丁堡會議組織召開。和平是在1877年2月28日以現狀為基礎簽署的。經過短暫的正式和平之後，塞爾維亞於1877年12月11日向奧斯曼帝國宣戰。重新爆發的敵對行動一直持續到1878年2月。戰爭的最終結果由柏林會議決定（1878年）。塞爾維亞作為一個獨立國家獲得了國際認可，其領土也擴大了。
在戰爭初期，塞爾維亞軍隊訓練不足，裝備不良，塞爾維亞軍隊想要達到的攻勢目標對於這樣一支部隊來說過於野心勃勃，並且由於計劃不周而導致一系列失敗，所以土耳其軍隊能夠擊退塞爾維亞軍隊的最初攻擊並將其驅回。在1876年秋天，奧斯曼帝國繼續他們的成功攻勢，最終在杜尼斯上方取得了勝利。在第二次戰爭期間，1877年12月13日至1878年2月5日期間，塞爾維亞軍隊在俄羅斯帝國的幫助下重新組建，俄羅斯人也進行俄土戰爭。塞爾維亞人成立了五個軍團，向南部的奧斯曼軍隊發起攻擊，塞爾維亞獨立戰爭與保加利亞起義，黑山-奧斯曼戰爭和俄土戰爭並稱為奧斯曼帝國的大東方危機。